# Ten Little Indians (filme de 1965)
Ten Little Indians é um filme britânico de 1965, dos gêneros drama e suspense, dirigido por George Pollock, com roteiro de Peter Yeldham e Harry Alan Towers baseado no romance And Then There Were None, de Agatha Christie.

## Sinopse
Dez pessoas, desconhecidas umas as outras, convidadas para se reunirem em uma casa nos Alpes austríacos, são assassinadas uma a uma.

## Elenco
- Hugh O'Brian ....... Hugh Lombard
- Shirley Eaton ....... Ann Clyde
- Fabian ....... Mike Raven
- Leo Genn ....... gen. John Mandrake V.C.
- Stanley Holloway ....... det. William Henry Blore
- Wilfrid Hyde-White ....... juiz Arthur Cannon
- Daliah Lavi ....... Ilona Bergen
- Dennis Price ....... dr. Edward Armstrong
- Marianne Hoppe ....... Elsa Grohmann
- Mario Adorf ....... Joseph Grohmann